# El Potrero Oriental
El Potrero Oriental är en ort i Mexiko.   Den ligger i kommunen Juan R. Escudero och delstaten Guerrero, i den södra delen av landet, 250 km söder om huvudstaden Mexico City. El Potrero Oriental ligger 633 meter över havet och antalet invånare är 621.
Terrängen runt El Potrero Oriental är kuperad åt nordväst, men åt sydost är den bergig. Runt El Potrero Oriental är det ganska tätbefolkat, med 72 invånare per kvadratkilometer. Närmaste större samhälle är Tierra Colorada, 3,3 km väster om El Potrero Oriental. I omgivningarna runt El Potrero Oriental växer huvudsakligen savannskog.